# Минамиидзу
Минамиидзу (яп. 南伊豆町 Минамиидзу-тё:) — посёлок в Японии, находящийся в уезде Камо префектуры Сидзуока. Площадь посёлка составляет 110,59 км², население — 8859 человек (1 августа 2014), плотность населения — 80,11 чел./км².

## Географическое положение
Посёлок расположен на острове Хонсю в префектуре Сидзуока региона Тюбу. С ним граничат город Симода и посёлок Мацудзаки.

## Население
Население посёлка составляет 8859 человек (1 августа 2014), а плотность — 80,11 чел./км². Изменение численности населения с 1980 по 2005 годы:
| 1980 | 11 722 чел. |  |
| 1985 | 11 573 чел. |  |
| 1990 | 11 200 чел. |  |
| 1995 | 10 725 чел. |  |
| 2000 | 10 304 чел. |  |
| 2005 | 10 003 чел. |  |

## Символика
Деревом посёлка считается Quercus phillyraeoides, цветком — Argyranthemum frutescens.

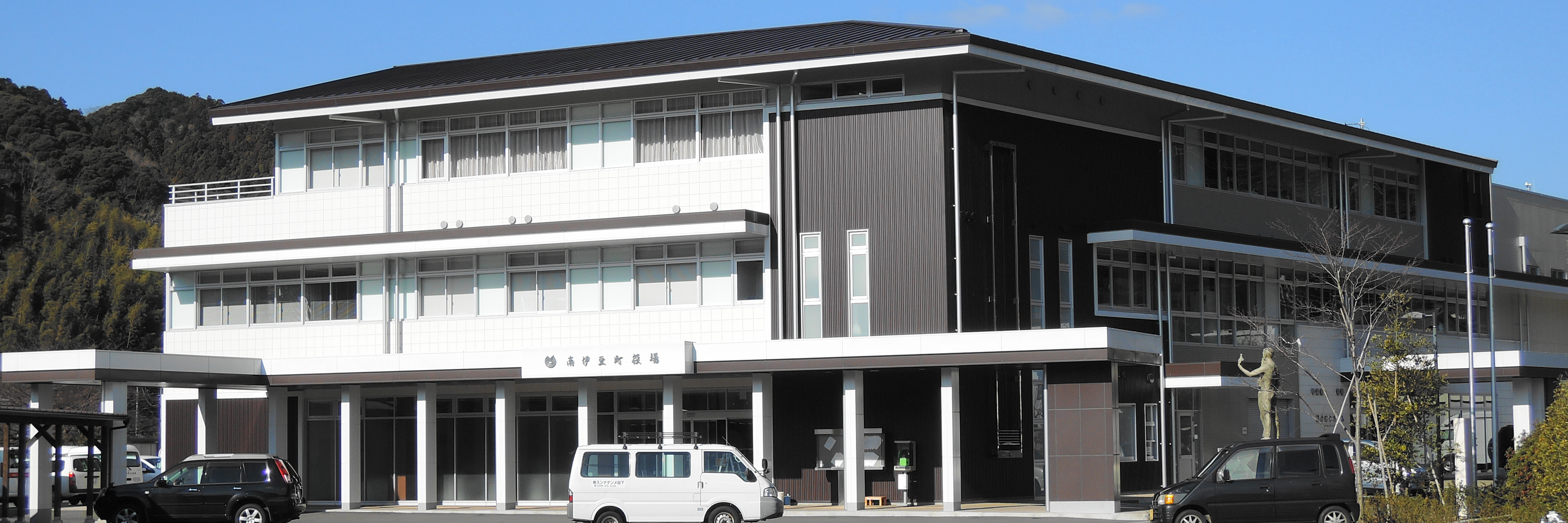
Мэрия посёлка Минамиидзу